# Президентские выборы в Южной Корее (1987)
Президентские выборы 1987 года в Южной Корее состоялись 16 декабря, после внесения поправок в конституцию страны на референдуме в октябре 1987 года. Это были первые относительно свободные общенациональные выборы, положившие начало Шестой Республике. В результате выборов победу одержал Ро Дэ У, который набрал 35,9 % голосов избирателей. Явка составила 89,2 %.

## Результаты выборов
| Кандидат                                  | Партия                                       | Число поданных голосов | %     | %     |
| ----------------------------------------- | -------------------------------------------- | ---------------------- | ----- | ----- |
| Ро Дэ У                                   | Демократическая партия за справедливость     | 8 282 738              | 35,9  |       |
| Ким Ён Сам                                | Демократическая партия воссоединения         | 6 337 581              | 27,5  |       |
| Ким Дэ Чжун                               | Партия демократического мира                 | 6 113 375              | 27,0  |       |
| Ким Джон Пхиль                            | Новая демократическая республиканская партия | 1 823 067              | 7,9   |       |
| Син Джон Иль                              | Корейская партия                             | 46 650                 | 0,2   |       |
| Всего (Явка: 89,2 %)                      | Всего (Явка: 89,2 %)                         | 23 066 419             | 100,0 | 100,0 |
| Источники: Nohlen, Grotz & Hartmann, 2001 |                                              |                        |       |       |